# بول بيرر
وليام ألفين مودي (بالإنجليزية: Paul Bearer)‏ (10 أبريل 1954 - 5 مارس 2013) المعروف باسم بول بيرر كان مدير أعمال أمريكي للعديد من المصارعين المحترفين في اتحاد الدبليو دبليو أي إشتهر بكونه مدير أعمال المصارع الأندرتيكر منذ عام 1991 ويتميز بوجهه الأبيض المخيف وعيناه السوداوتان ويحمل جرة ذهبية. وكان مدير لأعمال مصارعين أخرين مثل مانكايند وفيدر وكين، وهو ابن الممثل الأمريكي الكوميدي كينج مودي.

## روابط خارجية
- بول بيرر على موقع IMDb (الإنجليزية)
- بول بيرر على موقع ديسكوغز (الإنجليزية)
- بول بيرر على موقع قاعدة بيانات الفيلم (الإنجليزية)
- بول بيرر على موقع دبليو دبليو إي (الإنجليزية)
- بول بيرر على موقع CageMatch worker (الإنجليزية)
- بول بيرر على موقع قاعدة بيانات المصارعة على الإنترنت (الإنجليزية)
- بول بيرر على موقع عالم المصارعة على الإنترنت (الإنجليزية)
- بول بيرر على موقع عالم المصارعة على الإنترنت (الإنجليزية)

- الموقع الرسمي
- Official blog
- WWE Profile of Paul Bearer
- WWE where are they now?
- Paul Bearer interview
- Pick My Brain with Paul Bearer
- Interview with Paul Bearer نسخة محفوظة 19 يناير 2013 at Archive.is